# Kagney Linn Karter
Kagney Linn Karter (Harris County (Texas), 28 maart 1987 – Cuyahoga County (Ohio), 15 februari 2024) was een Amerikaanse pornoactrice.

## Levensloop
Hoewel zij werd geboren in Harris County, groeide ze op in Saint Joseph, Missouri. Later verhuisde zij naar Californië en volgde ze een acteer- en zangcarrière totdat ze ruzie kreeg met haar manager, nadat hij ontdekt had dat zij werkte als erotisch danseres. Ze was in Missouri begonnen met dansen en in die staat was zij in 2007 benoemd tot Déjà Vu Showgirl of the Year. Terwijl ze doorging met dansen in Californië, werd ze model, en nadat zij onder contract was komen te staan van het modellenbureau LA Direct Models, poseerde ze voor fotosessies met erotisch fotografe Holly Randall.
In 2008 kwam zij in de porno-industrie terecht, haar eerst scène was met pornoacteur Johnny Sins bij het productiebedrijf Naughty America. Linn Karter werd gekozen als de Penthouse Pet of the Month voor juni 2009 en verscheen op de omslag van Hustler in april 2009 en Adult Video News in juni 2009.
Zij verscheen ook op de omslag van Holly Randalls fotoboek Erotic Dream Girls, gepubliceerd in oktober 2009. In januari 2010 tekende zij een exclusief contract met het productiebedrijf Zero Tolerance Entertainment. Op dat moment omvatte haar filmografie al meer dan 65 dvd-films en 38 internetfilms voor verschillende bedrijven.
Karter pleegde op 15 februari 2024 zelfmoord. Ze was 36 jaar oud.

## Prijzen
- 2010 AVN Award - Best New Starlet[9]
- 2010 AVN Award - Best POV Sex Scene - Pound the Round POV[9]
- 2010 XBIZ Award - New Starlet of the Year[10]
- 2010 XRCO Award - New Starlet
- 2011 PornstarGlobal – 5 Star Award[11]
- 2017 Spank Bank Award - BBC Slut of the Year[12]
- 2017 Spank Bank Technical Award - Best Lap Bunny[12]

## Filmografie
- Kagney Linn Karter Lies (2010)
- This Ain't Star Trek XXX 2: The Butterfly Effect (2010) - Alien girl 1
- Malice in Lalaland (2010)
- Official Bounty Hunter Parody (2010)
- Slut Worthy (2010)
- Smart Asses (2010)
- Southern Belles (2010)
- Teachers with Tits (2010)
- This Butt's 4U 6 (2010)
- Tits to Die For (2010)
- Hostile Holiday Hostages (2009) - Blonde Wearing Santa Cap
- Dangerous Diva's Bound and Gagged Nudes (2009) - Busty Blonde Bound in Box
- Not Married with Children XXX (2009) - Kelly
- Wrapped Up and Punished (2009)
- Restrained Heroines Need Help (2009)
- Bondage Exploits of Businesswomen (2009)
- Stripped, Tied and Tickled (2009)
- Wraptilicious (2009)
- Binding Miss Thomas (2009) - Bad Girl
- OMG, Stop Tickling Me (2009)
- Swing Time (2009)
- New Girls in Bare Skinned Bondage (2009)
- Big Tits at School 5 (2009)
- 1 on 1 4 (2009)
- 2 Chicks Same Time 6 (2009)
- All About Me 4 (2009)
- A Shot to the Mouth (2009)
- Asstounding (2009)
- Ass Trap 3 (2009)
- Baby Got Boobs (2009)
- Big Butt Oil Orgy (2009)
- Big Tits at School 8 (2009)
- Big Tits at Work 8 (2009)
- Big Wet Tits 8 (2009)
- Blonde Bombs (2009)
- Busty Cops on Patrol (2009)
- Chain Gang 2 (2009)
- Confessions of a Cheating Housewife (2009)
- Cum Stained Casting Couch 13 (2009)
- Curvy Girls 4 (2009)
- Dancing with Pornstars (2009)
- Deviance (2009)
- Double Decker Sandwich 13 (2009)
- Flying Solo 2 (2009)
- Girls Will Be Girls 5 (2009)
- Hot n' Sexy (2009)
- Internal Injections 7 (2009)
- I Wanna B a Porn Star (2009)
- Masturbation Nation 5 (2009)
- Meet the Fuckers 10 (2009)
- My Wife's Hot Friend 4 (2009)
- Naughty America 4 Her 5 (2009)
- Naughty Athletics 8 (2009)
- Naughty Office 16 (2009)
- No Swallowing Allowed 16 (2009)
- Official Jersey Shore Parody.com (2009)
- Performers of the Year 2010 (2009)
- Playgirl: Anytime, Anywhere (2009)
- Point of View Times Two (2009)
- Pornstar Workout 2 (2009)
- Pound the Round (2009)
- Push 2 Play (2009)
- Rack It Up 5 (2009)
- Rack-tastic (2009)
- Ready, Wet, Go 6 (2009)
- Rocco Ravishes LA (2009)
- Secret Diary of a Secretary (2009)
- Self Service (2009)
- Sideline Sluts: Cheerleader Confessions (2009)
- Sinful (2009)
- Slut Puppies 3 (2009)
- Sorry Daddy, Whitezilla Broke My Little Pussy!!! 3 (2009)
- Superhero Sex Therapist (2009)
- Sweet Cream Pies 6 (2009)
- Teen Mother Fuckers: Where MILFS & Teens Collide (2009)
- The AJ Bailey Experiment (2009)
- The Doll House 6 (2009)
- This Ain't Hell's Kitchen XXX (2009)
- This Ain't Intervention XXX (2009)
- Tits Ahoy 9 (2009)
- Titty Sweat (2009)
- TMSleaze (2009)
- Top Shelf 2 (2009)
- Unseasoned Players (2009)
- War on a Rack (2009)
- Water Mellons (2009)
- What Went Wrong (2009)
- Wives' Secret Fantasies (2009)
- WKRP in Cincinnati: A XXX Parody (2009)
- Writer's Bullpen (2009)
- Big Titty Moms 3 (2008)
- Naughty College School Girls 52 (2008)
- P.O.V. Centerfolds 8 (2008)
- She's Got Big Boobs! (2008)
- Swimsuit Calendar Girls 2 (2008)
- The Scarlet Manor (2008)